# Naravni rezervat Katun
Naravni rezervat Katun (rusko: Катунский заповедник, tudi Katunski) je ruski zapovednik (strogi naravni rezervat), ki leži v visokogorju osrednjem Altajskem pogorju južne Sibirije. Skozi dolino v rezervatu teče reka Katun in služi kot glavni pritok reke Ob. Pritoki reke Katun izvirajo na gori Beluha, najvišji gori v Sibiriji s 4506 metri, ki je na skrajnem vzhodnem robu rezervata. Katun je mednarodno pomembno središče biotske raznovrstnosti, in je del Unescove svetovne dediščine pod naslovom Golden Mountains of Altai (Zlate gore Altaja). Naravni rezervat Katun leži v okrožju Ust-Koksinski v Altajski republiki.

## Topografija
Topografija rezervata vključuje ledenike, alpsko tundro, travnike in gozdove. Velik del terena so oblikovali ledeniki, tu so majhna jezera, potoki, slapovi in strma pobočja. 

## Ekoregija in podnebje
Katun je v ekoregiji altajski alpski travnik in tunda (WWF ID # PA1001). Ta ekoregija prikazuje popolno zaporedje višinskih vegetacijskih con v osrednji Sibiriji, vključno s stepami, gozdovi, mešanimi gozdovi, subalpsko vegetacijo in alpsko vegetacijo. Območje je tudi pomemben habitat ogroženega snežnega leoparda (uncia uncia) in njegovega plena.
Rezervat Katun ima alpsko podnebje (Köppnova podnebna klasifikacija (ET)). To kaže na lokalno podnebje, v katerem ima vsaj en mesec povprečno temperaturo, ki je dovolj visoka, da lahko tali sneg (0 ° C), nobenega meseca pa s povprečno temperaturo nad 10 ° C.

## Rastlinstvo in živalstvo
V rezervatu je 700 vrst rastlin, 51 sesalcev, 140 ptic, tri vrste plazilcev in osem vrst rib. Med ogrožene vrste se uvrščajo sivka lilija (Erythronium sibericum), peonija (Paeonia hybrida), vranica (Asplenium exiguum) in redki snežni leopard (Uncia uncia).

## Ekoturizem
Kot strogi naravni rezervat je rezervat Katun večinoma zaprt za širšo javnost, čeprav se znanstveniki in tisti z »okoljsko vzgojo« lahko dogovorijo z upravljalcem parka za obisk. V rezervatu obstajajo ekoturistične poti, ki so odprte za javnost, vendar zahtevajo pridobitev dovoljenj vnaprej. Glavna pisarna je v mestu Ust-Coks. Nadzorniki rezervata vodijo pohode ekoturistov na zgornje jezero Multinskoje, skupine pa se sestajajo vsak dan ob 11:00 v sezoni (julij-september). Poti je še več, na primer k izviru reke Katun, a vse zahtevajo vodnika.